# Картбий
Картбий (укр. Картбій, крымскотат. Qart Biy, Къарт Бий) — исчезнувшее село в Сакском районе Республики Крым (согласно административно-территориальному делению Украины — Автономной Республики Крым), располагавшийся на западе района, в степной зоне Крыма, примерно в 1,5 км западнее современного села Ромашкино.

### Динамика численности населения
- 1806 год — 58 чел.[5]
- 1864 год — 25 чел.[6]
- 1900 год — 37 чел.[7]
- 1915 год — 64/47 чел.[8][9]
- 1926 год — 69 чел.[10]

## История
Первое документальное упоминание села встречается в Камеральном Описании Крыма… 1784 года, судя по которому, в последний период Крымского ханства Карт-бий входил в Козловский кадылык Козловского каймаканства. После присоединения Крыма к России (8) 19 апреля 1783 года, (8) 19 февраля 1784 года, именным указом Екатерины II сенату, на территории бывшего Крымского Ханства была образована Таврическая область и деревня была приписана к Евпаторийскому уезду. После Павловских реформ, с 1796 по 1802 год, входила в Акмечетский уезд Новороссийской губернии. По новому административному делению, после создания 8 (20) октября 1802 года Таврической губернии, Карт-Бий был включён в состав Кудайгульской волости Евпаторийского уезда.
По Ведомости о волостях и селениях, в Евпаторийском уезде с показанием числа дворов и душ… от 19 апреля 1806 года в деревне Карт-Бий числилось 8 дворов, 55 крымских татар и 3 ясыров. На военно-топографической карте генерал-майора Мухина 1817 года деревня Карт бей обозначена с 5 дворами. После реформы волостного деления 1829 года Карт-Бий, согласно «Ведомости о казённых волостях Таврической губернии 1829 года» остался в составе Кудайгульской волости. На карте 1836 года в деревне 6 дворов, а на карте 1842 года Карт-Бий обозначен условным знаком «малая деревня», то есть, менее 5 дворов.
В 1860-х годах, после земской реформы Александра II, деревню приписали к Чотайской волости. В «Списке населённых мест Таврической губернии по сведениям 1864 года», составленном по результатам VIII ревизии 1864 года, Карт-Бий — владельческая татарская деревня, с 6 дворами, 25 жителями и мечетью при колодцах. По обследованиям профессора А. Н. Козловского 1867 года, глубина колодцев в деревне составляла 25—40 саженей (52—85 м), вода в которых была горькая или солёная и кроме неё другой воды нет. На трёхверстовой карте Шуберта 1865—1876 года в деревне Карт-Бий обозначено 4 двора). Затем, видимо, деревня опустела, поскольку ни в «Памятной книге Таврической губернии 1889 года», ни в «Памятной книжке Таврической губернии на 1892 год» уже не записана.
Земская реформа 1890-х годов в Евпаторийском уезде прошла после 1892 года, в результате Карт-Бий приписали к Донузлавской волости.
По «…Памятной книжке Таврической губернии на 1900 год» в деревне числилось 37 жителей в 10 дворах. По Статистическому справочнику Таврической губернии. Ч.II-я. Статистический очерк, выпуск пятый Евпаторийский уезд, 1915 год, в селе Картбий Донузлавской волости Евпаторийского уезда числилось 10 дворов с татарскими жителями (все дворы с землёй) в количестве 64 человек приписного населения и 47 — «постороннего», из которых 75 мужчин и 36 женщин. Жители владели 1710 десятинами удобной земли. В хозяйствах имелось 68 лошадей, 57 волов, 15 коров и 520 голов мелкого скота.
После установления в Крыму Советской власти, по постановлению Крымревкома от 8 января 1921 года № 206 «Об изменении административных границ» была упразднена волостная система и село вошло в состав Евпаторийского района Евпаторийского уезда, а в 1922 году уезды получили название округов. 11 октября 1923 года, согласно постановлению ВЦИК, в административное деление Крымской АССР были внесены изменения, в результате которых округа были отменены и произошло укрупнение районов — территорию округа включили в Евпаторийский район. Согласно Списку населённых пунктов Крымской АССР по Всесоюзной переписи 17 декабря 1926 года, в селе Картбий, Богайского сельсовета Евпаторийского района, числилось 11 дворов, все крестьянские, население составляло 69 человек, из них 60 татар, 7 русских, 2 украинца. Карт-Бий обозначен на километровой карте Генштаба Красной армии 1941 года, но на двухкилометровке РККА 1942 года уже подписан, как второе название села Сукур-Кой. Видимо, опустевшее после войны и депортаций село незаметно объединили с Икором (он же Сокур-Кой), поскольку в дальнейшем в доступных источниках название не встречается.